# فرانك ر. فيشر
فرانك ر. فيشر (بالإنجليزية: Frank R. Fisher)‏ هو ملحن أمريكي، ولد في 18 أكتوبر 1926 في هانتسفيل في الولايات المتحدة.